# غريغ شو (صحفي)
غريغ شو (بالإنجليزية: Greg Shaw)‏ هو صحفي أمريكي، ولد في 31 يناير 1949 في سان فرانسيسكو في الولايات المتحدة، وتوفي في 19 أكتوبر 2004 في لوس أنجلوس في الولايات المتحدة بسبب نوبة قلبية.

## وصلات خارجية
- غريغ شو على موقع ميوزك برينز (الإنجليزية)
- غريغ شو على موقع ديسكوغز (الإنجليزية)